# Kronburg
Kronburg é um município da Alemanha, situado no distrito de Baixa Algóvia, no estado da Baviera. Tem 20,19 km² de área, e sua população em 2019 foi estimada em 1.770 habitantes.